# Monbetsu
Monbetsu (japanska: 紋別市?, Monbetsu-shi), även skrivet Mombetsu, är en stad i Hokkaidō prefektur i Japan. Staden fick stadsrättigheter 1954.